# Gruppo quantico
In matematica e in fisica teorica sono chiamati gruppi quantici certe algebre non commutative che sono comparse inizialmente nella teoria dei sistemi quantistici integrabili e che sono state formalizzate da Vladimir Drinfel'd e da Michio Jimbo. Di queste strutture non si conosce un'unica definizione onnicomprensiva.
Nell'approccio di Drinfeld i gruppi quantici si collegano ad algebre di Hopf che dipendono da un parametro ausiliario, che può essere q o h, che costituiscono algebre inviluppanti universali di una certa algebra di Lie, spesso di una algebra di Lie semisemplice o affine, quando q = 1 o h = 0. Degli oggetti distinti ma strettamente collegati, anch'essi chiamati gruppi quantistici, sono deformazioni dell'algebra delle funzioni sopra un gruppo algebrico semisemplice o sopra un gruppo di Lie compatto.
Dopo la scoperta dei gruppi quantistici è diventato alla moda introdurre l'attributo quantico (in inglese quantum) nelle denominazioni di una quantità di oggetti matematici, ad esempio piano quantico e grassmanniana quantica. Taluni di tali oggetti hanno solo collegamenti tenui con aspetti dei "gruppi quantici".

## Significato intuitivo
La scoperta dei gruppi quantistici fu del tutto inaspettata, in quanto riguarda strutture vicine ai gruppi compatti e alle algebre di Lie semisemplici che dato erano note come strutture "rigide", che non possono essere "deformate". Una delle idee di base per i gruppi quantici è che qualche tipo di struttura in qualche modo equivalente, ma più ricca delle suddette, come un'algebra di gruppo o un'algebra inviluppante universale, questa può essere deformata in una struttura di specie un po' diversa. Più precisamente la deformazione può essere effettuata nell'ambito della categoria delle algebre di Hopf, strutture alle quali non si richiede di essere commutative o cocommutative. Si può pensare che la struttura deformata sia un'algebra di funzioni sopra uno "spazio non commutativo", intendendo questo termine nello spirito della geometria non commutativa di Alain Connes. Questa intuizione, tuttavia, ha preso corpo quando particolari classi di gruppi quantici si erano già rivelate di grande utilità nello studio dell'equazione di Yang-Baxter quantistica e nel metodo dello scattering quantistico inverso sviluppato dalla cosiddetta "Scuola di Leningrado" (Ljudvig Dmitrievič Faddeev, Leon Takhtajan, Evgenii Sklyanin, Nicolai Reshetikhin e altri) e nei lavori correlati della "Scuola giapponese". 